# Philippe Swyncop
Philippe Swyncop (Brussel, 16 juni 1878 - Sint-Gillis, 4 november 1949) was een Belgisch kunstschilder, etser, illustrator en ontwerper van affiches uit de eerste helft van de twintigste eeuw die bij voorkeur vlotte, niet-diepgaande thema's aansneed.
Hij was de oudere broer van Charles Swyncop, die hij trouwens een opleiding gaf tot kunstschilder. Hij woonde in de Vandenbroeckstraat 13 in Brussel (ca. 1902) en later in de Livornostraat, 48 in Brussel (ca. 1905)

## Levensloop
Philippe Swyncop studeerde aan de Academie in Brussel gedurende de jaren 1892-1898. Zijn leraren waren Constant Montald en Jean-François Portaels. Hij was een studiegenoot van Paul-Jean Martel, Jef Dutillieu, E. Voets, Lucien Rion, Julien De Beul, Jacques Madyol en Emile Bulcke.
Hij nam deel aan de wedstrijden voor de Romeprijs in 1898, 1904 en 1907, zonder ooit tot de gelauwerden te behoren. In 1900 behaalde hij wel de Godecharleprijs.
Hij reisde frequent in Frankrijk, Spanje en Italië, reizen die zijn thematiek beïnvloed hebben. Hij zou trouwens twaalf jaar wonen in Spanje, waar hij op virtuoze wijze zuiderse schonen schildert.
Hij was lid van “Le Sillon” (1893-1910) een groep die kunstenaars omvatte zoals A. Degreef, Alfred Bastien, Arthur Navez, Laval, Haustraete, Godfrinon, Niekerk, Edgard Tytgat, Maurice Lefebure, Beauck, Jean Colin, Max Chotiau en Rik Wouters.
Verder was hij ook lid van de "Cercle Artistique d'Auderghem".
Hij werkte tot 1924 in hoofdzaak als impressionistisch portrettist.

## Œuvre
Net als Charles Swyncop bracht hij een zorgeloze, vlotte kunst voort : zigeunerinnen, Spaanse en Creoolse danseressen en andere vrouwentypes, gitaarspelers, bloemstukken, stillevens en portretten.
Van zijn portretten noemen we : "Portret van Brand-Whitlock", ambassadeur van de U.S.A. in België (1921) en "Portret van Baron de Favereau" (Senaat)

## Tentoonstellingen
- Gent, Salon 1902 : “Armenmuziek”
- Hij stelde ook tentoon bij de Antwerpse kunstenaarsgroep “Als ick kan”. In hun 50ste tentoonstelling in 1905 in de Zaal Buyle in Antwerpen toonde hij "Markt te Brussel"
- Deelname aan de groepstentoonstelling in Maison d’Art Moderne in Brussel in 1920 samen met Jean Colin, Charles Swyncop, Arthur Navez, Samuel Milbauer, L. Bisschops, Jean-Jacques Gailliard en J. Payro.
- Deelname aan de groepstentoonstelling in de Galerie Boigelot in Brussel in 1921 samen met Eugène Plasky, Alfred Bastien, Charles Houben, Jean Gouweloos, Charles Crespin, Léon Spilliaert en enkele anderen.

## Boekillustrator
Philippe Swyncop was ook boekillustrator. Te vermelden zijn “La Femme nue de Goya” van V. Blasco-Ibanez (Brussel, Editions du Nord, 1929), « Salammbô » van Gustave Flaubert (Brussel, Edtions du Nord ; reeks Les gloires Littéraires), « L’Empreinte de Dieu » van Maxence Van der Meersch (Brussel, Editions du Nord ; reeks « Les Gloires Littéraires ») en “La femme et le pantin” van P. Louÿs (1936). Hij illustreerde in 1910 het boekomslag van Le Mariage de Mlle Beulemans voor Frantz Fonson en Fernand Wicheler.
Hij produceerde ook sporadisch covers voor het opinieblad 'Pourquoi Pas ?' (bv. portret van de danser Raymond Heux, gereproduceerd op de cover van 6 september 1929; 8 september 1944 : cover “Délivrance” n.a.v. bevrijding van Brussel; 17 augustus 1945 : cover “La Bombe atomique a mis fin à la guerre”.)

## Stijlkenmerken en situering
Swyncop behoorde tot een categorie van conservatief-burgerlijke kunstschilders uit Brussel tijdens het interbellum en de jaren kort na W.O. II : Emile Bulcke, Herman Courtens, Gustave Flasschoen, Hubert Glansdorff, Jean Gouweloos, Paul Hagemans, Marcel Hess, Luc Kaisin, Georges Lemmers, Gustave-Max Stevens, Fernand Toussaint, Paul Verdussen en zijn eigen broer Charles Swyncop.
Zijn schilderijen worden nog regelmatig te koop gesteld op kunstveilingen, zowel in België als in het buitenland.

## Musea en openbare verzamelingen
- Antwerpen, Vleeshuis
- Brussel, Senaat
- Brussel, Koninklijke Musea voor Schone Kunsten van België
- Gent, Museum voor Schone Kunsten : Portret van Nicole Dierman (1938)
- Leuven, Stedelijk Museum Vander Kelen-Mertens